# Tunel Nordkapp
Tunel Nordkapp (norsky Nordkapptunnelen) je jedním z nejdelších a nejsevernějších podmořských silničních tunelů v Norsku. Nachází se na území obce Nordkapp v kraji Finnmark v nejsevernější části Norska. Tunelem vede evropská silnice E69 pod úžinou Magerøysundet mezi norskou pevninou a velkým ostrovem Magerøya. Tunel byl postaven v letech 1993–1999 společně s tunelem Honningsvåg. Tunely byly vybudovány za účelem spojení norské pevniny s městem Honningsvåg a turistickou atrakcí na Severním mysu. Tunel byl slavnostně otevřen 15. června 1999 norským králem Haraldem V. Tunel je dlouhý 6,875 kilometru a dosahuje hloubky 212 metrů pod hladinou moře. Před vybudováním tunelu zabezpečoval dopravu přes moře mezi vesnicí Kåfjord a městem Honningsvåg trajekt.
Název tunelu je odvozen od mysu Nordkapp na severním pobřeží ostrova Magerøya. Tunel Nordkapp je součástí evropské silnice E69. Od 29. června 2012 se za průjezd tunelem již neplatí mýtné, před tímto datem se platilo mýtné ve výši 145 NOK za auto a dalších 47 NOK za dospělého a 24 NOK za dítě v každém směru.
Tunel má na každém konci automatické brány proti zamrznutí (norsky kuldeport), které v zimě zadržují chlad, aby se zabránilo tvorbě ledu na skalních stěnách uvnitř tunelu. Tyto brány se automaticky otevřou, když se přiblíží auto. V létě jsou brány většinou vždy otevřené.